# 陸王
《陸王》，日本小說家池井戶潤創作的小說。於2013年7月至2015年於集英社的《小説すばる》上連載、2016年集英社將其發行成小說。
2017年10月，TBS翻拍成電視劇。

## 概要
埼玉縣行田市百年老字號足袋生產廠家「小鈎屋」因近年業績低迷，導致資金週轉不靈。通過與銀行負責人的溝通，宮澤開始考慮拓展新的領域。因為如果不開展新事業，別說是擴大公司規模，就連公司的生存都面臨困難。而他準備開展的新項目是活用足袋製造技術開發具有「裸足感」的跑鞋。然而，對於一個只有二十幾個員工的地方小企業來說，這無疑是一條艱難的道路。
新產品的開發缺少資金、人才和研發能力，更將面對世界著名運動品牌的競爭。雖然宮澤幾經挫折，但是在家人、員工、客戶和銀行負責人以及朋友們的幫助下，他逐一克服困難。

## 登場人物
宮澤紘一
埼玉縣行田市百行老字號足袋製造會社「小鈎屋」社長。
宮澤大地（23）
紘一的兒子。 大學畢業後於「小鈎屋」中幫忙，正在尋找工作。
宫澤美枝子
紘一的妻子。
宫澤茜
紘一的女兒。 高中三年級。
富島玄三
「小鈎屋」常務。
安田利充
「小鈎屋」係長。
坂本太郎
「崎玉中央銀行」行田支行職員。
江端
「椋鳩通運」銷售員。
有村融
橫濱體育用品商店老闆。
茂木裕人
「大和食品」田徑部成員。
城戸明宏
「大和食品」田徑部教練。
村野尊彦
「亞特蘭蒂斯」跑鞋調整專家。
小原賢治
「亞特蘭蒂斯」營業部長。
毛塚直
「亞細亞工業」田徑部成員。
清崎德治郎
「亞細亞工業」田徑部教練。
彦田知治
「芝浦汽車」田徑部成員。
德原誠
「芝浦汽車」田徑部教練。
望月
「Japanics」田徑部成員。
田中
「Japanics」田徑部成員。 日本記錄保持者。
飯山晴之
「飯山產業」前社長。擁有陸王鞋底物料蠶絲膠的專利。現為「小鈎屋」顧問。
飯山素子
飯山晴之的妻子。
橘健介
戶田市紡織製造商「Tachibana Russell」社長。
御園丈治
戶外用品製造商「Felix」社長。

## 電視劇
改編電視劇是2017年10月15日至12月24日於TBS電視台「周日劇場」時段播出的連續劇。由役所廣司主演。

### 登場人物

#### 主要人物
宮澤紘一（56）：役所廣司（粵語配音：招世亮）
埼玉縣行田市百年老字號足袋製造會社「小鉤屋」第四代社長。
宫澤大地：山崎賢人（粵語配音：黃積權）
宮澤紘一的長子。於大學工學部電力工程學系畢業，因求職失敗，於「小鉤屋」一邊幫忙一邊求職。不想繼承沒有未來的足袋工廠。因為沒找到自己真心想做的事業而迷茫。
茂木裕人（23）：竹內涼真（粵語配音：李安邦）
大和食品田徑部成員，長跑選手，東西大學畢業，身高185cm，體重69kg。
箱根接力賽5區的極有實力的選手，作為新人備受期待。但在豐橋國際馬拉松比賽中因膝蓋疼痛而失利。受傷原因被認定為跑法不對，於是他認真改變姿勢，以東山再起為目標努力著。
正岡明美：阿川佐和子（粵語配音：沈小蘭）
「小鈎屋」縫製課領導者。
飯山晴之：寺尾聰（粵語配音：朱子聰）
破產的「飯山產業」前社長。研製了蠶繭的特殊加工技術，從而開發出蠶絲膠，但因為開發需要大量資金，最終導致破產。現為「小鉤屋」顧問。

#### 小鉤屋
安田利充：內村遙（粵語配音：黃啟昌）
係長。
水原米子：春泰子（粵語配音：謝潔貞）
「小鉤屋」縫製課職員。
仲下美咲：吉谷彩子（粵語配音：何晶晶）
「小鉤屋」縫製課最年輕的雇員。
橋井美子：上村依子（粵語配音：伍秀霞）
「小鉤屋」縫製課職員。
西井富久子：正司照枝（粵語配音：林丹鳳）
「小鉤屋」縫製課最年長的雇員。
富島玄三：志賀廣太郎（粵語配音：林國雄) 
「小鉤屋」專務。

#### 宮澤家
宫澤茜（18）：上白石萌音（粵語配音：羅孔柔）
宮澤紘一的女兒，就讀高中3年級，以考上筑波大學為目標。
宫澤美枝子：檀富美 （粵語配音：蔡惠萍）
宮澤紘一的妻子。默默支持丈夫和兒子，典型的賢妻良母。

#### 「陸王」合作者
江幡晃平：天野義久（粵語配音：雷霆）
「椋鳩通運」銷售員，原長跑選手，現任橄欖球運動員。
有村融：光石研（粵語配音：盧國權）
有村體育用品店店長。
飯山素子：木村綠子（粵語配音：袁淑珍）
飯山的妻子。
村野尊彦：市川右團次（粵語配音：蕭徽勇）
跑鞋調整專家。

#### 大和食品田徑部
城戶明宏：音尾琢真（粵語配音：葉振聲）
田徑部教練。
平瀬孝夫：和田正人（粵語配音：鄧志堅）
田徑部成員。
立原隼斗：宇野健太郎
田徑部成員。
加瀬尚之：前原滉
田徑部成員。
內藤久雄：花澤將人
田徑部成員。
川井俊輔：佐藤俊彥
田徑部成員。
水木貴彥：石井貴就
田徑部成員。
端井：安藤勇雅
田徑部成員。
大川裕信：小石周平
田徑部經理。
喬瑟夫·歐力尤克（Joseph Oliynyk）：喬瑟夫·歐薩里哥（Joseph Onsarigo）
田徑部成員。

#### 亞洲工業田徑部
毛塚直之（23）：佐野岳（粵語配音：曹啟謙）
田徑部成員，長跑選手，明成大學畢業，身高170cm，體重56kg。
作為承擔著日本田徑未來的天才跑步選手，受到各界關注。曾以箱根接力賽5區時與茂木展開激烈競爭，現在成績大幅領先茂木。
吉田：山本涼介
田徑部成員。

#### 埼玉中央銀行
坂本太郎：風間俊介（粵語配音：李凱傑）
行田分行企業融資課職員。為「小鉤屋」未來著想，他向宮澤社長提出應該開發新類型產品。他本應是宮澤項目的資金後盾，但他的提案卻招致上司反對。
大橋浩：馬場徹（粵語配音：李致林） 
行田分行企業融資課課長，坂本太郎的上司。對「小鉤屋」的陸王開發項目抱持懷疑態度，批評坂本提出的這個方案會導致「小鉤屋」的經營更加惡化。
家長亨：桂雀雀（粵語配音：黃子敬） 
埼玉中央銀行行田分行行長。做事太小心謹慎，以銀行利益優先，對於給中小企業雪中送炭不感興趣，他追求的只是實實在在的獲利，因此不贊同坂本提出的「小鉤屋」新產品開發計劃。
海報模特兒：山本里菜（TBS播音員）

#### Felix
御園丈治：松岡修造（第7集－）（粵語配音：陳欣）
戶外用品製造商「Felix」社長。
關口智之：岸祐二（第7集－）（粵語配音：陳卓智）
社長秘書。

#### 其他角色
佐山淳司：小籔千豐（粵語配音：李錦綸）
小原的部下。
小原賢治：瀧皮爾（粵語配音：陳永信）
「Atlantis」營業部長。
廣樹：緒形敦（粵語配音：鄧港文） 
宫澤大地的同學。

#### 各集登場人物

##### 第1集
比賽解說者：增田明美（粵語配音：何寶珊） 
茂木、毛塚參賽的「豐橋國際馬拉松錦標賽」評論員。
馬拉松實況轉播主持人：初田啓介（TBS播音員）（粵語配音：馮志輝） 
「豐橋國際馬拉松錦標賽」（第1集）、「熊谷城市馬拉松」（第3集）、「第62屆新年接力賽」（第5－6集）實況轉播主持人。
塞拉斯·朱依（Cyrus Njui）：本人
「豐橋國際馬拉松錦標賽」勝出者。
藤井：內場勝則（粵語配音：張錦江） 
「小鉤屋」的客戶「鶴善商事」職員。
矢口：井上肇（粵語配音：馮志輝） 
「大德百貨」職員。
體育用品店職員：原安娜（粵語配音：何寶珊） 

##### 第2集
友部：小松利昌（粵語配音：劉昭文） 
「芝加哥化學日本分公司」銷售代表。

##### 第3集
島遥香：中西麻耶（第7集）（粵語配音：詹健兒）
「運動員月刊」記者。
栗山：鳥居美雪（粵語配音：鄭麗麗）
訂購1200雙陸王鞋的町村學園高中老師。
村尾：山本圭祐（粵語配音：陳卓智）
「東和電機工業」人事部專員。
神林勇太：本人
小島再生製作所田徑部長跑選手。
旺察拉：伊可·艾文斯（Yego Evans）
奧運銅牌選手，「熊谷城市馬拉松」勝出者。

##### 第4集
野坂：松尾諭（粵語配音：劉昭文）
「大和食品」職員。

##### 第5集
橘健介：木村祐一（第6集）（粵語配音：馮錦堂）
戶田市紡織品公司「Tachibana Russell」社長。

##### 第6集
中岡：板垣雄亮
「大德百貨」職員。
彦田知治：菅谷哲也（粵語配音：梁偉德）
「芝浦自動車」田徑部成員。
橋本：大西武志（粵語配音：潘文柏）
「Atlantis」職員。
原晉：本人
「第62屆新年接力賽」解説者。

##### 第7集
大野：桂米助（粵語配音：馮志輝）
「大野木工」社長。
清崎：上杉祥三（第8集）（粵語配音：潘文柏）
「亞洲工業」田徑部教練。
栗村：遠山俊也（粵語配音：張炳強）
埼玉中央銀行前橋分行行長。
尾村：矢野浩二（粵語配音：蘇強文）

##### 第9集
檜山和人：齊木茂（粵語配音：張炳強）
「館山織物」社長。

##### 最終話
桐山：瀬古利彦
「Metro電業」企劃部長。
川田：小須田康人
「Metro電業」人事部長。
南原：堀尾正明
「Metro電業」製造部長。

### 工作人員
- 原作－池井戸潤《陸王》（集英社刊）
- 劇本－八津弘幸
- 劇本合作－吉田真侑子
- 音樂－服部隆之
- 主題曲－Little Glee Monster「Jupiter」、「糸」（Sony Music Records）
- 旁白－八木亞希子（日语：八木亜希子）（日本）、梁少霞（粵語配音）
- 田徑總教練－原晉
- 田徑合作－青山學園大學陸上競技部
- 訓練合作－Sport Motivation
- 特別合作－美津濃
- 足袋合作－杵屋足代（きねや足袋）
- 合作－埼玉縣，愛知縣豐橋市
- 製作人－伊與田英德、飯田和孝、川嶋龍太郎
- 導演－福澤克雄 、田中健太
- 製作－TBS

### 播出日程
| 各集                                                     | 播出日期  | 標題                                                                 | 導演              | 收視率 | 備註         |
| -------------------------------------------------------- | --------- | -------------------------------------------------------------------- | ----------------- | ------ | ------------ |
| 第1集                                                    | 10月15日  | 處於破產邊緣的足袋店挑戰大企業和壞銀行！親子和朋友的愛會起死回生嗎？ | 福澤克雄          | 14.7%  | 54分鐘加長版 |
| 第2集                                                    | 10月29日  | 完成痴迷！想法會掙錢嗎？                                             | 福澤克雄          | 14.0%  | 15分鐘加長版 |
| 第3集                                                    | 11月 05日 | 世上留下一隻鞋給兒子！                                               | 田中健太          | 15.0%  | 15分鐘加長版 |
| 第4集                                                    | 11月 12日 | 新陸王淚之復活！挑戰背叛大企業                                       | 田中健太          | 14.5%  |              |
| 第5話                                                    | 11月19日  | 脫離陸王的茂木！加害大企業〜拯救破產兒子的羈絆                       | 福澤克雄          | 16.8%  | 30分鐘加長版 |
| 第6話                                                    | 11月26日  | 陸王擊敗對手！與兒子一同爭鬥                                         | 福澤克雄          | 16.4%  |              |
| 第7話                                                    | 12月3日   | 陸王中止了！永不放棄的兒子                                           | 田中健太          | 14.7%  |              |
| 第8話                                                    | 12月10日  | 收購三億日元！？ 陸王親子驛站接力賽                                  | 田中健太          | 17.5%  |              |
| 第9話                                                    | 12月17日  | 最終回前序！陸王最大的危機！百年歷史閉幕？茂木脫離陸王！加油吧親子   | 田中健太 福澤克雄 | 15.7%  | 25分鐘加長版 |
| 最終話                                                   | 12月24日  | 陸王創造了奇蹟 從父母到孩子，相信與朋友的飾帶就跑吧！情緒激動的結局  | 福澤克雄          | 20.5%  | 25分鐘加長版 |
| 平均收視率15.98%（收視率由Video Research於關東地區統計） |           |                                                                      |                   |        |              |

- 10月22日因眾議院議員總選拳特番『激突!与野党大決戦 選挙スタジアム2017』暫停播映。

| 日本 TBS電視台 日曜劇場                    | 日本 TBS電視台 日曜劇場                                   | 日本 TBS電視台 日曜劇場 |
| ------------------------------------------ | --------------------------------------------------------- | ----------------------- |
|                                            | 陸王 （2017.10.15 - 2017.12.24）                          |                         |
| 對不起，我愛你 （2017.07.09 - 2017.09.17） | 99.9 -刑事專門律師- SEASON II （2018.01.14 - 2018.03.18） |                         |

| 香港 無綫電視J2 星期日 22:35 - 23:35 · 11月26日 22:35 - 00:35 · 12月3日及10日 22:35 - 23:50 · 12月24日 22:35 - 00:05 · 12月31日暫停播映 · 1月7日起 23:05 - 24:05 · 1月28日及2月4日 23:05 - 24:35 | 香港 無綫電視J2 星期日 22:35 - 23:35 · 11月26日 22:35 - 00:35 · 12月3日及10日 22:35 - 23:50 · 12月24日 22:35 - 00:05 · 12月31日暫停播映 · 1月7日起 23:05 - 24:05 · 1月28日及2月4日 23:05 - 24:35 | 香港 無綫電視J2 星期日 22:35 - 23:35 · 11月26日 22:35 - 00:35 · 12月3日及10日 22:35 - 23:50 · 12月24日 22:35 - 00:05 · 12月31日暫停播映 · 1月7日起 23:05 - 24:05 · 1月28日及2月4日 23:05 - 24:35 |
| --- | --- | --- |
| | 陸王 （2017.11.26 - 2018.02.04） | |
| （2017.09.10 - 2017.11.19） | 孤獨的美食家冬日美食篇 （2018.02.11） | |

| 臺灣 緯來日本台 週一至週五 22:00 - 00:00 週一至週五重播 01:30 - 03:00 | 臺灣 緯來日本台 週一至週五 22:00 - 00:00 週一至週五重播 01:30 - 03:00 | 臺灣 緯來日本台 週一至週五 22:00 - 00:00 週一至週五重播 01:30 - 03:00 |
| --------------------------------------------------------------------- | --------------------------------------------------------------------- | --------------------------------------------------------------------- |
|                                                                       | 立邦劇場陸王 （ 2018.03.16 - 2018.03.30 )                             |                                                                       |
| 半澤直樹 （2018.03.01 - 2018.03.15 )                                  | 民眾之敵（2018.04.02 -)                                               |                                                                       |

## 外部連結
- 陸王 （页面存档备份，存于） －集英社
- 陸王 （页面存档备份，存于）－TBS
  - 陸王的X（前Twitter）
  - 陸王的Facebook專頁
  - 陸王的Instagram帳戶